# セブン・セカンド・サミット

セブン・セカンド・サミットの分布。この地図ではマンダラ山ではなくトリコラ山が入っている。

セブン・セカンド・サミット（英語: Seven Second Summits）は、地球上にある7つの各大陸（厳密には大州）で2番目に標高が高い山の総称である。これらの山は全て、大陸最高峰の付属峰ではなく、別の山である。セブン・セカンド・サミットの登頂は、多くの登山家や地理学者によって、七大陸最高峰よりもはるかに困難であると考えられている。
オーストリアの登山家クリスティアン・シュタングルは、全てのセブン・セカンド・サミットの登頂に成功した最初の人物となった。「大陸」の定義等によってセブン・セカンド・サミットの対象となる山が変わるため、シュタングルはセブン・セカンド・サミットに該当し得る12座の山（K2、ローガン山、オホス・デル・サラード、ケニア山、タイリー山、ディフタウ、プンタ・デュフール、スマントリ、ンガ・プル、トリコラ山、マンダラ山、タウンゼンド山）に登頂した。シュタングルは2013年1月15日に全ての登頂を終え、2013年9月17日にギネス世界記録の認定を受けた。その後、セブン・サード・サミット（各大陸第3位の高峰）の登頂にも成功した。
2012年、イタリアの登山家ハンス・カマランダーは初のセブン・セカンド・サミット登頂者であると主張したが、彼のローガン山登頂には疑念がある。カマランダーもトリコラ山に登頂している。トリコラ山は現在、マンダラ山よりわずかに低いと考えられている。

## 定義
七大陸最高峰と同様に、セブン・セカンド・サミットを定義する上では「大陸」の定義が問題となる。
一般に大コーカサス山脈の分水嶺はヨーロッパとアジアの境界を為すと考えられている。その場合、大陸の境界線の北約10kmに位置するエルブルス山(5642m)がヨーロッパ最高峰となる。コーカサス山脈を除くとモンブラン(4808m)がヨーロッパ最高峰となる。
オーストラリア大陸を、オーストラリア本土と、タスマニア島・ニューギニア島など同じ大陸棚上に存在する近接する島々を含む（オーストララシア）と定義した場合、オーストラリア大陸の最高峰はニューギニア島のプンチャック・ジャヤ（カルステンツ・ピラミッド）(4884m)となる。大陸を海に囲まれた連続的な陸地に限定して考えた場合、オーストラリア本土の最高峰はコジオスコ(2228m)である。

### バスとメスナーのリスト
七大陸最高峰のリストは、リチャード・バスが自ら登頂し著書『Seven Summits』で発表したものが初出であり、これではオーストラリア大陸最高峰をコジオスコとしている。ラインホルト・メスナーは、コジオスコの代わりにプンチャック・ジャヤを入れたリストを提案した。
バスのリストの基準によれば、オーストラリア大陸で2番目に高い山はオーストラリア本土のタウンゼンド山(2209m)となる。メスナーのリストの基準によれば、それはニューギニア島のマンダラ山(4760m)である。イリアンジャヤにおける山頂の高さの測量の精度が不十分なため、トリコラ山がオーストラリア大陸の第2位の高峰とされてきたが、Shuttle Radar Topography Missionによる宇宙からの計測によればマンダラ山の方が標高が高い。
どちらのリストでもエルブルス山をヨーロッパ最高峰としており、これによればヨーロッパ第2位の高峰はロシアのディフタウ(5205m)となる。モンブランをヨーロッパ最高峰とみなす立場からは、モンテ・ローザの最高峰のプンタ・デュフール(4634m)がヨーロッパ第2位の高峰となる。
| セブン・セカンド・サミット | セブン・セカンド・サミット | セブン・セカンド・サミット | セブン・セカンド・サミット | セブン・セカンド・サミット | セブン・セカンド・サミット | セブン・セカンド・サミット | セブン・セカンド・サミット |
| 山名                       | バスの リスト              | メスナー のリスト          | 標高                       | プロミネンス               | 大陸                       | 山系                       | 国                         |
| -------------------------- | -------------------------- | -------------------------- | -------------------------- | -------------------------- | -------------------------- | -------------------------- | -------------------------- |
| K2                         | ✔                          | ✔                          | 8611m                      | 4017m                      | アジア大陸                 | カラコルム山脈             | パキスタン / 中国          |
| オホス・デル・サラード     | ✔                          | ✔                          | 6893m                      | 3688m                      | 南アメリカ大陸             | アンデス山脈               | アルゼンチン / チリ        |
| ローガン山                 | ✔                          | ✔                          | 5959m                      | 5250m                      | 北アメリカ大陸             | セイントイライアス山地     | カナダ                     |
| ディフタウ                 | ✔                          | ✔                          | 5205m                      | 2002m                      | ヨーロッパ大陸             | コーカサス山脈             | ロシア                     |
| ケニア山                   | ✔                          | ✔                          | 5199m                      | 3825m                      | アフリカ大陸               | （独立峰）                 | ケニア                     |
| タイリー山                 | ✔                          | ✔                          | 4852m                      | 1152m                      | 南極大陸                   | センチネル山脈             | –                          |
| マンダラ山                 |                            | ✔                          | 4760m                      | 2760m                      | オーストラリア大陸         | ジャヤウィジャヤ山地       | インドネシア               |
| タウンゼンド山             | ✔                          |                            | 2209m                      | 189m                       | オーストラリア大陸         | スノーウィー山地           | オーストラリア             |

## 難易度
登山家ジョン・クラカワーは著書『空へ』(Into Thin Air)で、セブン・セカンド・サミットは七大陸最高峰よりも登頂が困難だろうと述べた。
アジアでは、 K2(8611m)はエベレスト(8848m)よりも高い登山技術が必要となるが、大気の薄さ・強風・低温などの標高に起因する要因はほとんど変わらない。
アフリカでは、 ケニア山(5199m)は岩登りであるのに対し、キリマンジャロ(5895m)は技術的な困難なしに登ることができる。
北アメリカでは、ローガン山はデナリよりも登頂が困難であると一般には考えられているが、登山や野外レクリエーションのウェブサイトSummitpostでは、テクニカルでも急勾配でもないため、ローガン山はデナリよりも困難ではないとしている。登山家マーク・ホーレルのブログに掲載された2012年の記事では、ローガン山はデナリより技術的に難しいものではないが、アプローチするのが難しい。デナリのベースキャンプは2200mの高さにあり、定期的に飛行機が飛んでいるが、ローガン山へは、飛行機を借りる手段がない登山者は最低100kmは歩く必要がある。
南アメリカでは、オホス・デル・サラードは短いよじ登り区間があるのに対し、アコンカグアはずっと歩いて行ける。ホーレルは、オホス・デル・サラードは技術的に難しいと認めたが、アコンカグアは物理的な要求のために大きな課題があると考えた。アコンカグアは、ベースキャンプ(標高4500m)まではラバで行くことができるが、そこから先の3つのキャンプには全ての物資を人力で運ばなければならない。それに対し、オホス・デル・サラードは四輪駆動車で標高5200mまで到達可能である。そこから先は標高5800mの山小屋に物資を運ぶだけで良い。
ヨーロッパでは、ディフタウはエルブルス山よりかなり登頂が困難である。
オーストラリアでは、タウンゼンド山はコジオスコよりも挑戦的だが、まだまだ散歩レベルである。メスナーのリストにおける最高峰であるプンチャック・ジャヤのノーマルルートは技術的に困難である（UIAAグレードV+）。しかしマンダラ山は、アプローチルートが挑戦的であり、これはニューギニアの高峰を登る上でより重要な問題である。マンダラ山の成功したアプローチルートは2つしか報告されていない。
南極大陸では、ヴィンソン山は南極大陸の通常の登山より少しだけ困難であるのに対し、タイリー山は登山技術を必要とし、発見以来15人しか登頂に成功していない。